# 格罗伊森海姆
格罗伊森海姆是德国巴伐利亚州的一个市镇。总面积17.67平方公里，总人口1591人，其中男性808人，女性783人（2011年12月31日），人口密度90人/平方公里。